# Louis Verlaine
Pour les articles homonymes, voir Verlaine (homonymie).
 (septembre 2016).
 (septembre 2016).
Si vous disposez d'ouvrages ou d'articles de référence ou si vous connaissez des sites web de qualité traitant du thème abordé ici, merci de compléter l'article en donnant les références utiles à sa vérifiabilité et en les liant à la section « Notes et références ».
Louis-Joseph-Antoine Verlaine (Herve, 25 juillet 1889 - Liège, 13 mai 1939) est un naturaliste belge, professeur à l'université de Liège.
Il est l'auteur de différentes réflexions sur le comportement animal et l'instinct, rassemblées dans ses Recherches philosophiques (1933-1934).
Il a notamment proposé une critique du concept d'instinct dans son texte « L'instinct n'est rien ».